# Poospiza ornata
A Poospiza ornata a madarak osztályának verébalakúak (Passeriformes) rendjébe és a tangarafélék (Thraupidae) családjába tartozó faj.

## Rendszerezése
A fajt Friedrich Leybold német-chilei természettudós írta le 1865-ben, a Phrygilus nembe Phrygilus ornatus néven.

## Előfordulása
Dél-Amerikában, Argentína területén honos. Természetes élőhelyei a szubtrópusi és trópusi száraz erdők és cserjések, valamint legelők, szántóföldek és másodlagos erdők. Vonuló faj.

## Megjelenése
Testhossza 13 centiméter.

## Természetvédelmi helyzete
Az elterjedési területe nagyon nagy, egyedszáma pedig stabil. A Természetvédelmi Világszövetség Vörös listáján nem fenyegetett fajként szerepel.